# Mary Priestley
Mary Priestley (4 de março de 1925 - 11 de junho de 2017) foi uma musicoterapeuta britânica. Ela foi creditada pelo desenvolvimento do modelo da musicoterapia analítica (AMT), um dos cinco modelos reconhecidos pelo Congresso Mundial de Musicoterapia em 1999. AMT baseia-se nas teorias psicanalíticas de Carl Jung, Sigmund Freud e Melanie Klein para interpretar processos inconscientes por meio da improvisação musical.

## Biografia
Nascida em 4 de março de 1925 em Londres, filha do dramaturgo e autor J. B. Priestley e de Jane Wyndham-Lewis. O seu pai era vocalista e a sua mãe era pianista. Mary Priestley estudou piano, violino e composição na juventude.
No início da idade adulta, começou a sua batalha contra uma doença bipolar, com hospitalizações psiquiátricas.
O seu interesse pela musicoterapia surgiu após assistir a uma palestra da musicoterapeuta Juliette Alvin. Posteriormente Mary Priestley estudou musicoterapia na Guildhall School of Music and Drama.
No início da década de 1970, Mary Priestley reunia-se semanalmente com os colegas Marjorie Wardle e Peter Wright para experimentar técnicas terapêuticas de improvisação. Eles desenvolveram uns com os outros, com base no trabalho dos seus próprios problemas emocionais e nos problemas dos seus pacientes psiquiátricos adultos do Hospital St. Bernard, em Hanwell.
As suas sessões levaram ao desenvolvimento da Musicoterapia Analítica, um modelo psicoterapêutico da musicoterapia.
Em 1975, ela publicou Musicoterapia em Ação, posteriormente deu palestras e formação no seu modelo. A Temple University (Filadélfia) criou um arquivo de documentos publicados por Priestley sobre Musicoterapia Analítica. Também estão incluídos os seus diários pessoais e clínicos, áudios do seu trabalho clínico com aproximadamente 75 clientes, no período entre 1971 e 1990.

## Publicações
- Musicoterapia em ação. Londres: Constable, 1975; nova ed. Louis, MO: MMB Music, 1985.  .
- O significado da música. Revista Nórdica de Musicoterapia, 4 (1). 1983/1995
- Ensaios sobre musicoterapia analítica . Gilsum, NH: Barcelona.5, 1994.ISBN 0-962-40802-6ISBN 0-962-40802-6
- com Eschen, JT (2002). Musicoterapia analítica: Origem e desenvolvimento. Em JT Eschen (Ed.), Musicoterapia analítica (pp. 11–16). Londres: Jessica Kingsley Publishers.

- Português (2004). Mary Priestley entrevistada por Leslie Bunt. Vozes: Um Fórum Mundial para Musicoterapia, 4(2). doi:10.15845/vozes.v4i2.180

## Links externos
- Entrevista na revista Voices

Predefinição:J. B. Priestley